# フランコ・アルファーノ
フランコ・アルファーノ（Franco Alfano, 1875年3月8日 - 1954年10月27日）はイタリアのオペラ作曲家。

## 経歴
ナポリ近郊のポジッリポで生まれ、ナポリ音楽院で専門教育を受けた後、1895年よりライプツィヒ音楽院に留学し、ザーロモン・ヤーダスゾーンに作曲を師事。翌年からベルリンなどでピアニストとして活動を開始するかたわら、オペラの作曲にも着手するが、不運続きであった。1899年からパリに進出し、バレエ団「フォリ・ベルジェール」のために2つのバレエ曲を書いて好評を呼ぶ。また、同時期にロシアにピアニストとして演奏旅行に向かい、この間、レフ・トルストイの『復活』を原作とするオペラを構想する。彼のオペラ第二作『復活』（1904年トリノ初演）はオペラ作曲家としてはじめて大きな成功となった。『復活』は作曲家の存命中に1000回以上の上演を記録した。以降、終の棲家をサン・レモに構えた。
『サクンタラ』（『サクンタラの伝説』 1921年、La leggenda di Sakùntalaを1952年に改訂）はカーリダーサのサンスクリット文学を原作に自ら台本を書き、散文で書かれた最初期のイタリア・オペラとなった。この作品はアルファーノの最も重要な舞台作品であることは議論の余地がなく、クロード・ドビュッシーの影響が見られる。
未完の『トゥーランドット』の補筆の経緯については、しばしばジャコモ・プッチーニと親しかった、友人であった、弟子だったという理由が語られてきた。しかし、「アルファーノはプッチーニの決して単なる徒弟ではなかった」のである。「プッチーニは偉大なる先達者であっても、師と仰いだことは一度もない」のである。岸純信によれば実情は「1925年の7月にプッチーニの子息であるアントニオがサン・レモのアルファーノ宅を訪問し、『トゥーランドット』の補作を依頼した。音楽学者コンラッド・ドライデンによれば、アルファーノその依頼に困惑したものの、押し切られる形で同年8月25日に契約した。1926年の1月までにオーケストレーションを完成させた。そして、世界初演にこぎつけたものの、トスカニーニが長過ぎると言う理由で、補筆部分を大幅にカットしてしまう。総譜はアルファーノの結末をつけて出版されたが、第二版ではその部分が短縮され、それが今日通常の公演に使用されている。アルファーノが選ばれた理由はプッチーニとアルファーノが2人ともリコルディ社と契約しており、『復活』の成功でリコルディ社から彼が評価されていたためである。この補筆はしばしば「アルファーノの音楽が弱い」と評価されるが、難しい仕事であったと見られる。
アルファーノは交響曲や室内楽やピアノ曲などの作品も残している。
ボローニャ音楽院作曲科教授（1916年 - 1922年）および院長（1918年 - 1922年）、トリノ音楽院院長（1923年 - 1939年）、ペーザロ音楽院院長（1946年 - 1950年）を歴任。サン・レモにて没。

## 作品

### オペラ
- 『ミランダ』（1896年、 Miranda）
- 『エンスキールの泉』（1898年、La fonte di Enschir）
- 『復活（英語版）』（1904年、Risurrezione）
- 『ザラウの王子』（1909年、 Il principe di Zilah）
- 『騎士たちと美女』（1910年、I cavalieri e la bella）（未完成）
- 『ドン・ジョヴァンニの影』 （1914年、L'ombra di Don Giovanni）
- 『サクンタラ（英語版）』（『サクンタラの伝説』 1921年、La leggenda di Sakuntala、1952年改訂）
- 『聖女皇后』（1927年、Madonna Imperia）
- 『最後の英国貴族』（1930年、L'ultimo Lord）
- 『シラノ・ド・ベルジュラック』（1936年、Cyrano de Bergerac）
- 『医師アントニオ（英語版）』（1949年、Il dottor Antonio）

### バレエ
- 『ナポリ』 Napoli
- 『ロレンツァ』 Lorenza
- 『ヴェスヴィオ火山』 Vesuvius